# 单壳藻目
雙壳藻目為藻類植物之一植物目。該植物於植物分類表上，歸於矽藻門(Bacillariophyta)
同綱者尚有無殼藻目、短殼藻目、雙殼藻目、管殼藻目等等植物目。 